# Hidayət Heydərov

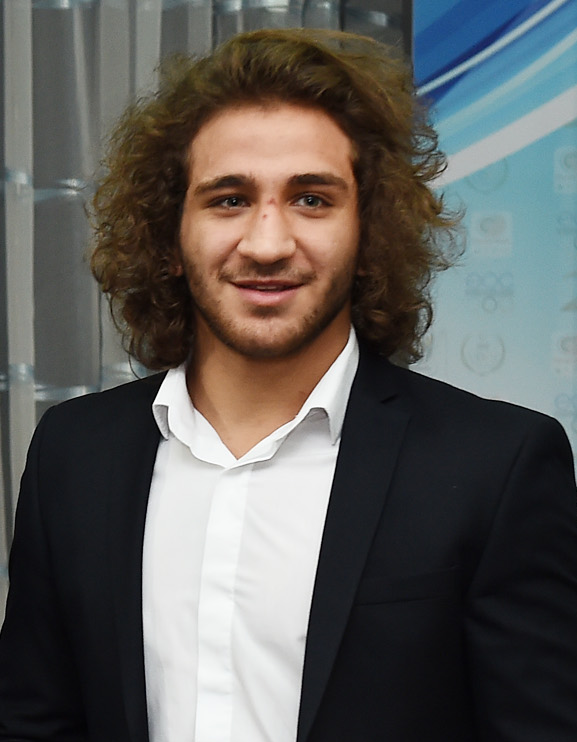
Hidayət Heydərov bei einem Empfang im Jahr 2017

Hidayət Minayət oğlu Heydərov (* 27. Juli 1997) ist ein aserbaidschanischer Judoka. Der Olympiasieger von 2024 gewann bis 2022 drei Bronzemedaillen bei Weltmeisterschaften und wurde 2024 Weltmeister sowie 2017, 2022, 2023 und 2024 Europameister.

## Sportliche Karriere
Hidayət Heydərov gewann in der Gewichtsklasse bis 60 Kilogramm den Titel bei den U18-Europameisterschaften 2013. Ein halbes Jahr später wurde er Meister Aserbaidschans in der Gewichtsklasse bis 66 Kilogramm. 2014 gewann er die U18-Europameisterschaften auch in dieser Gewichtsklasse. Bei den Weltmeisterschaften 2015 schied er in seinem zweiten Kampf gegen den Deutschen Sebastian Seidl aus. Im Oktober 2015 erkämpfte er eine Bronzemedaille bei den U21-Weltmeisterschaften. Danach wechselte er ins Leichtgewicht, die Gewichtsklasse bis 73 Kilogramm, und gewann im November 2015 Bronze bei den U23-Europameisterschaften. 2016 siegte er bei den U21-Europameisterschaften und bei den U23-Europameisterschaften.
Bei den Europameisterschaften 2017 in Warschau bezwang er im Viertelfinale den Schweden Tommy Macias und im Halbfinale den Ungarn Miklós Ungvári. Den Europameistertitel erkämpfte er im Finale mit einem Sieg über den Russen Musa Moguschkow. Drei Wochen später gewann er bei den Islamischen Solidaritätsspielen in Baku, wo er im Finale seinen Landsmann Rustam Orujov bezwang. Ende August 2017 erreichte er bei den Weltmeisterschaften in Budapest das Halbfinale durch einen Sieg über den Russen Denis Jarzew. Nach seiner Halbfinalniederlage gegen den Japaner Soichi Hashimoto unterlag er im Kampf um Bronze dem Mongolen Ganbaataryn Odbajar. Vierzehn Tage nach den Weltmeisterschaften siegte Hidayət Heydərov bei den U21-Europameisterschaften. Im Oktober gewann er dann den Titel bei den U21-Weltmeisterschaften.
2018 bestritt Hidayət Heydərov nur wenige Turniere. Bei den Europameisterschaften in Tel Aviv gewann er im Viertelfinale gegen Akil Gjakova aus dem Kosovo und im Halbfinale gegen den Weißrussen Vadzim Shoka, im Finale unterlag er dem Armenier Ferdinand Karapetjan. Fünf Monate später bei den Weltmeisterschaften 2018 in Baku bezwang er im Viertelfinale Ganbaataryn Odbajar und verlor im Halbfinale gegen Soichi Hashimoto. Im Kampf um eine Bronzemedaille besiegte er den zweiten Mongolen Tsend-Otschiryn Tsogtbaatar.
2019 siegte Hidayət Heydərov im Finale des Grand-Slam-Turniers in Baku gegen den Israeli Tohar Butbul. Die Europameisterschaften wurden im Rahmen der Europaspiele 2019 in Minsk ausgetragen. Hidayət Heydərov unterlag im Viertelfinale dem Griechen Georgios Azoidis. Mit Siegen über den Armenier Ferdinand Karapetjan und den Georgier Lascha Schawdatuaschwili erkämpfte er nach Gold 2017 und Silber 2018 diesmal eine Bronzemedaille. Vierzehn Tage später erreichte er das Finale bei der Universiade in Neapel und unterlag dem Russen Jewgeni Prokoptschuk. Ende August bei den Weltmeisterschaften in Tokio erreichte er das Halbfinale durch einen Sieg über den Tadschiken Behruzi Khojazoda. Nach der Halbfinalniederlage gegen seinen Landsmann Rustam Orujov erkämpfte er mit einem Sieg über den zweiten Tadschiken Somon Mahmadbekow wie 2018 eine Bronzemedaille.
Nach der Zwangspause wegen der COVID-19-Pandemie erreichte Heydərov bei den Weltmeisterschaften 2021 in Budapest den fünften Platz. 2022 siegte er beim Grand Slam in Tel Aviv. Im Finale der Europameisterschaften 2022 in Sofia besiegte er den Italiener Giovanni Esposito. Bei den Weltmeisterschaften in Taschkent verlor Heydərov im Viertelfinale gegen den Italiener Manuel Lombardo, mit zwei Siegen in der Hoffnungsrunde erkämpfte er aber noch eine Bronzemedaille. 2023 in Montpellier und 2024 in Zagreb konnte er seinen Europameistertitel jeweils verteidigen. Einen Monat nach den Europameisterschaften 2024 erreichte Heydərov das Finale der Weltmeisterschaften in Abu Dhabi und bezwang dann den Japaner Tatsuki Ishihara. Auch bei den Olympischen Spielen in Paris kämpfte sich Heydərov bis ins Finale durch und sicherte sich den Olympiasieg gegen den Franzosen Joan-Benjamin Gaba.